# Vitra-Haus
Das Vitra-Haus, Eigenschreibweise VitraHaus, in Weil am Rhein ist ein modernes Gebäude im Stil des  Dekonstruktivismus, das von den Architekten Herzog & de Meuron in Basel erbaut und im März 2010 fertiggestellt und eröffnet wurde. Das Haus dient dem Hersteller und Händler von Wohn- und Büromöbeln Vitra als Ausstellungs- und Präsentationsfläche im Sinne eines Flagship-Stores sowie als Shop, Atelier und Café.

## Lage
Das Vitra-Haus steht im äußersten Nordteil innerhalb des Vitra Campus gegenüber dem Vitra Design Museum, das 1989 eröffnet wurde. Das Haus liegt unmittelbar südlich des Verzweigungspunkts der beiden Bundesstraßen B 3 und B 532. Der Standort des Vitra-Hauses und des ganzen Campus in der Rheinebene steht im landschaftlichen Kontrast zum wenige Meter entfernten Tüllinger Berg.
Südwestlich vom Vitra-Haus befindet sich seit seiner offiziellen Eröffnung im Sommer 2021 der sogenannte Oudolf-Garten, gestaltet von dem niederländischen Gärtner und Künstler Piet Oudolf. Auf der offenen Rasenfläche südlich des Vitra-Hauses steht der Airstream-Kiosk, ein originaler Airstream-Wohnwagen (Modell Globetrotter 20’) von 1968. Der 2011 restaurierte Großraumwohnwagen wird in den Sommermonaten als Take-Away-Imbisswagen genutzt. Nordwestlich benachbart ist der Besucherparkplatz für den Vitra-Campus.

## Aufbau und Architektur
Im Erdgeschoss dieses Gebäudes befinden sich ein Café und ein Shop, außerdem zwei Ateliers: das Eames Lounge Atelier für Ledersessel (Eames Lounge Chair) und ein Interior Studio. Auf vier weiteren Obergeschosse verteilt befinden sich mehrere Showrooms mit Vitra-Designmöbeln.

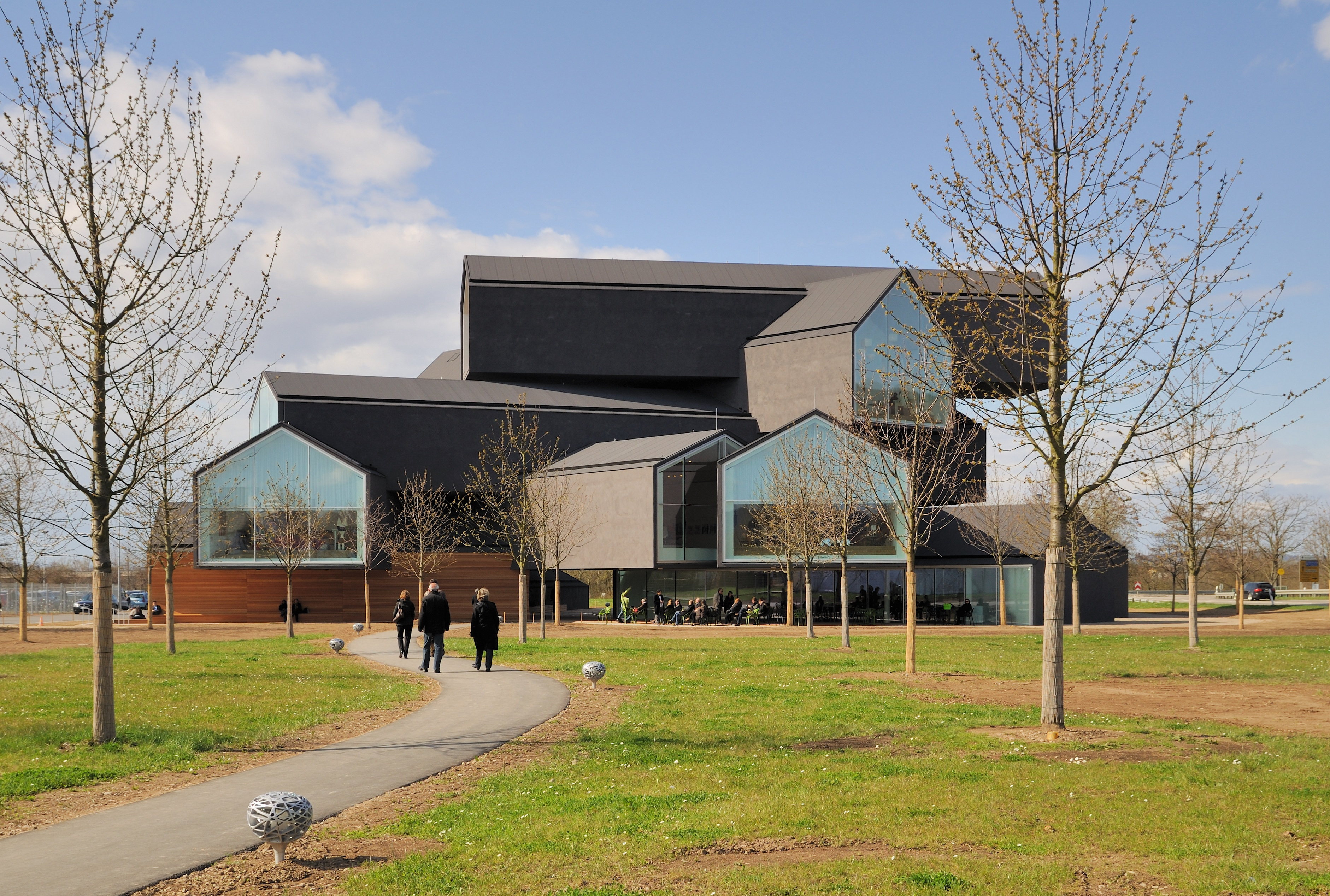
Blick von Süden (2010)

Das Gebäude ist etwa 57 Meter lang, 54 Meter breit und 21 Meter hoch und ist damit höher als die anderen Gebäude des Vitra Campus. Die zwölf einzelnen Baukörper – gleichsam das klassische „Urhaus“ als Grundmodell – wirken wie wahllos aufeinandergestapelte Häuser und bilden damit auf fünf Ebenen das Gesamtgebäude. Die einzelnen Baukörper kragen bis zu 15 Meter auseinander. Fast alle diese Baukörper sind an der Stirnseite vollständig verglast. Die Bodenplatten der einzelnen Körper schneiden jeweils in den Dachbereich der darunter befindlichen Ebene ein. Das offene Zentrum im Erdgeschoss ist ein holzbeplankter Platz, von dem aus man das Foyer mit Shop und Café erreicht. Im Untergeschoss sind Technik- und Lagerräume untergebracht. Das Bauwerk ist sowohl über Treppen als auch Aufzüge erschlossen.

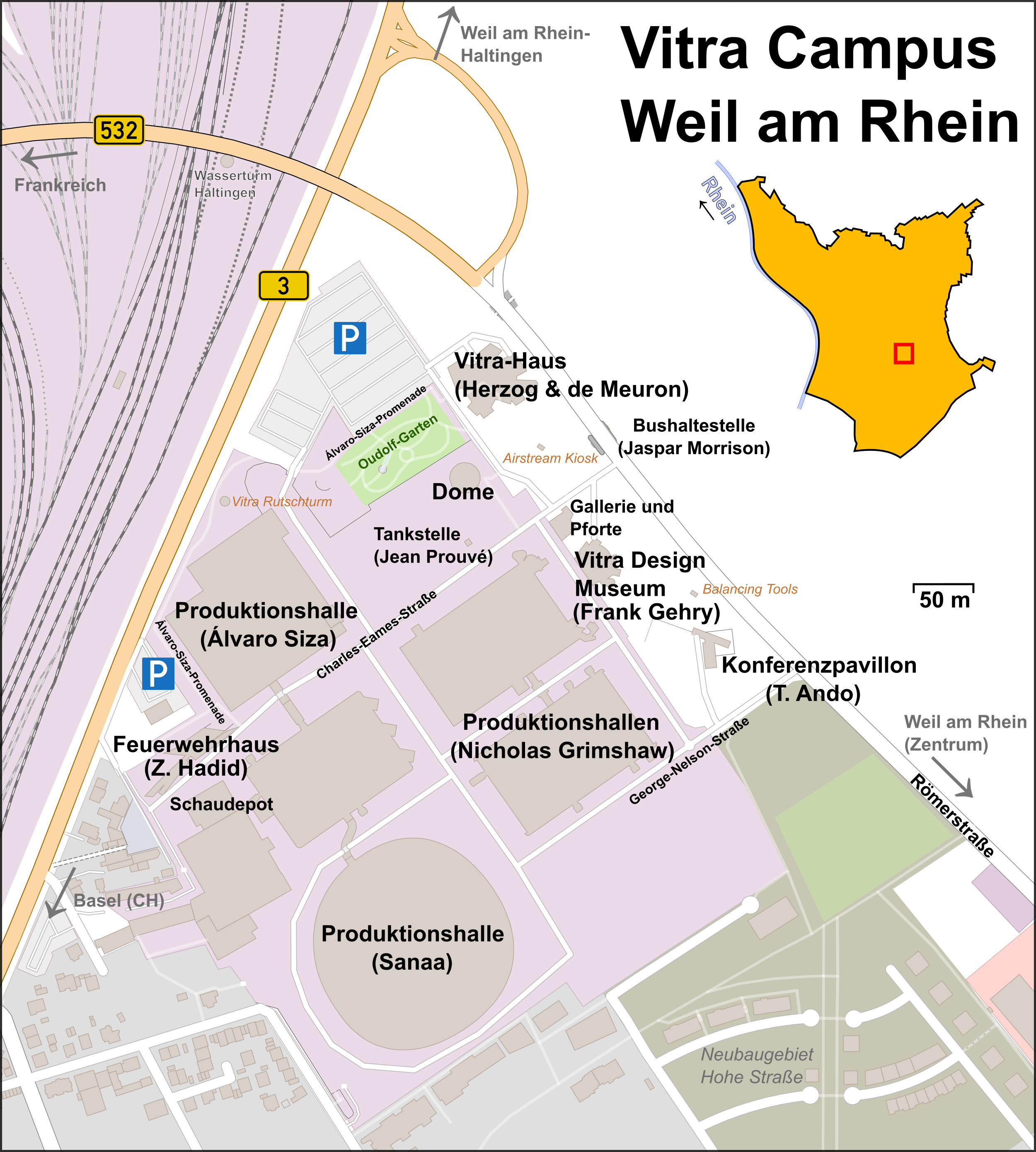
Karte des Vitra Campus
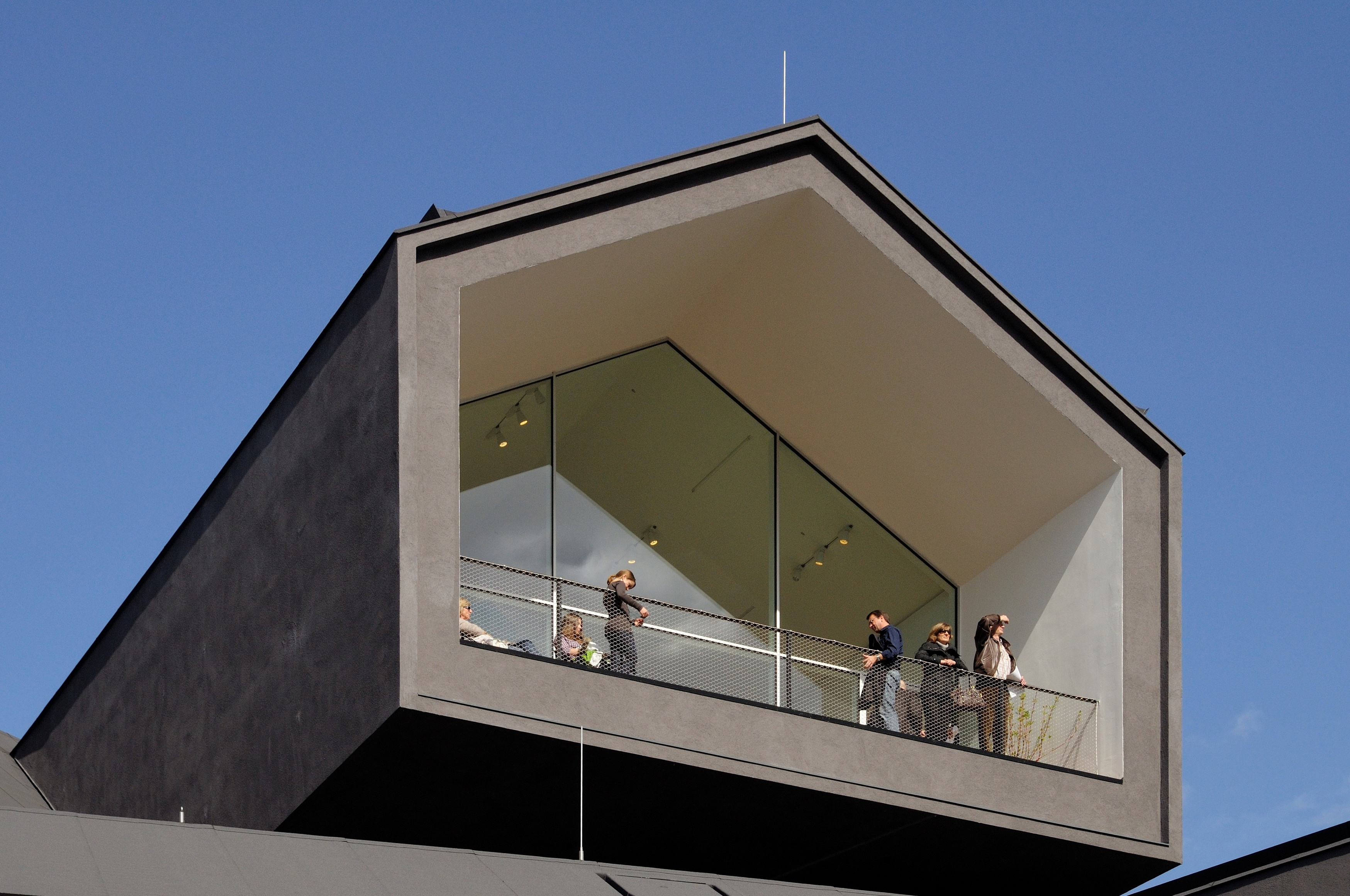
Detailsicht auf einen Balkon
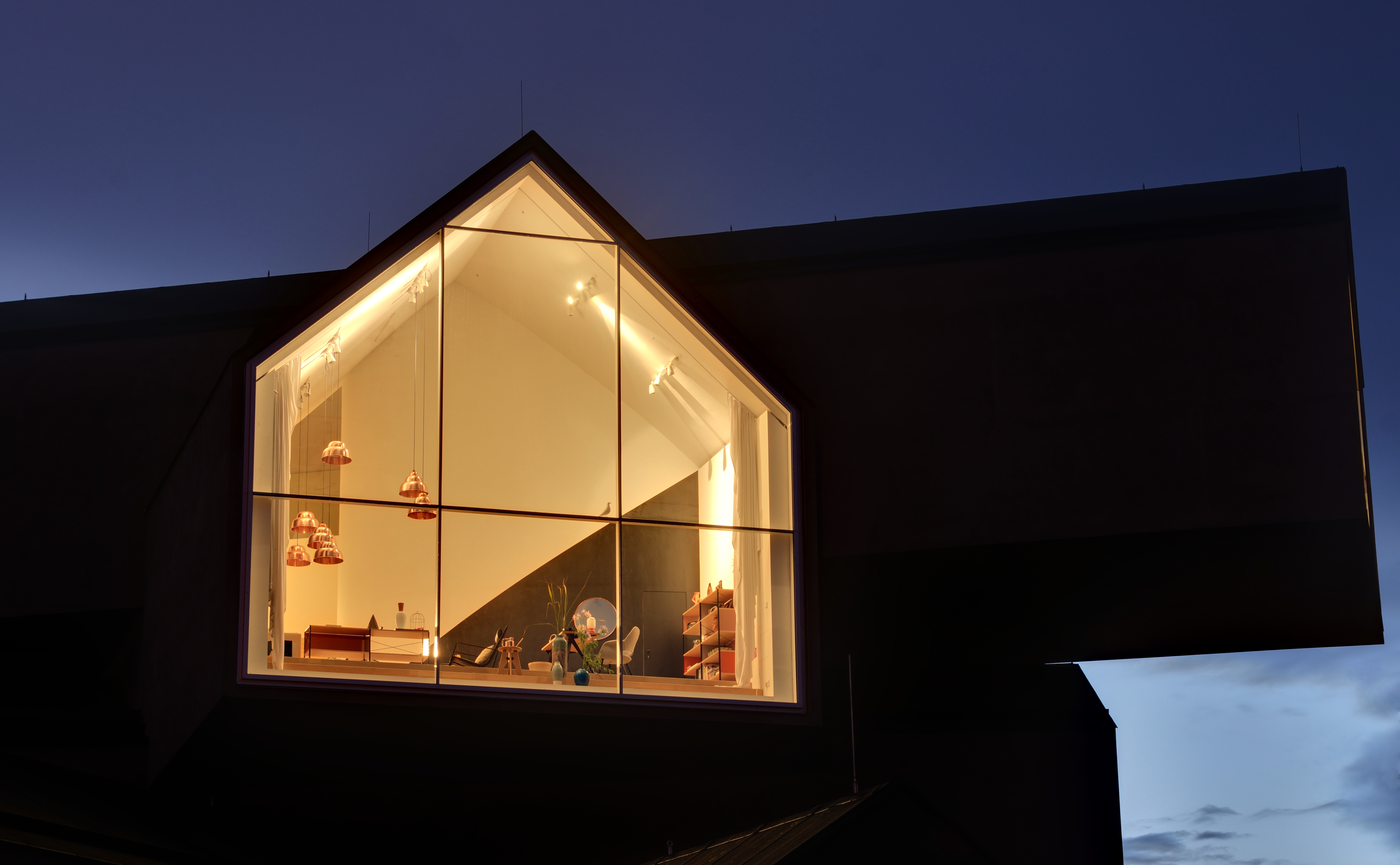
Detail bei Dämmerung
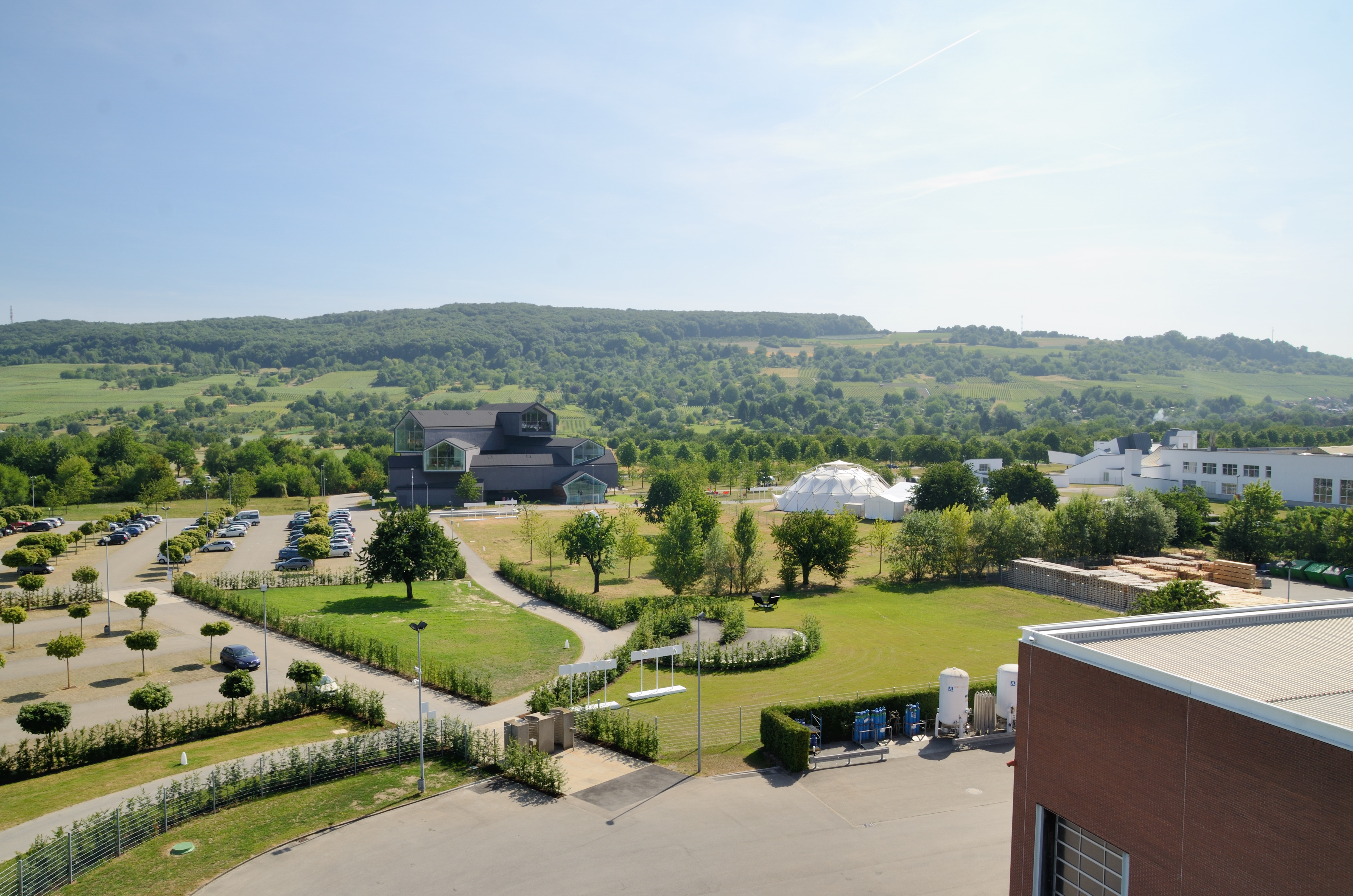
Umgebung des Vitra-Hauses, im Hintergrund der Tüllinger Berg